# Диродийкальций
Диродийкальций — бинарное неорганическое соединение
родия и кальция
с формулой CaRh2,
кристаллы.

## Получение
- Сплавление стехиометрических количеств чистых веществ:

{\displaystyle {\mathsf {2Rh+Ca\ {\xrightarrow {T}}\ CaRh_{2}}}}

## Физические свойства
Диродийкальций образует кристаллы
кубической сингонии,
пространственная группа F d3m,
параметры ячейки a = 0,7525 нм, Z = 8,
структура типа магнийдимеди Cu2Mg (фаза Лавеса)
.
При температуре 6,4 К соединение переходит в сверхпроводящее состояние.